# Astún
Astún – hiszpański kurort narciarski w Pirenejach Aragońskich, w prowincji Huesca, w gminie Jaca. W 2005 roku zamieszkiwało go 17 osób. Powierzchnia Astún wynosi 6 km². Wysokość bezwzględna wynosi od 1 680 do 2 300 metrów.
W Astún znajduje się 46 stoków narciarskich o różnej trudności:
- 4 dla początkujących
- 13 łagodny
- 22 średni
- 7 ekspert

W Astún znajduje się skocznia narciarska Trampolín de Saltos Valle de Astún o punkcie konstrukcyjnym na 90 metrze.